# 花園 (つくば市)
花園（はなぞの）は、茨城県つくば市の地名。郵便番号は305-0029。

## 地理
つくば市東部に位置し、筑波研究学園都市周辺開発地区に位置する。全域が花室西部土地区画整理事業によって整備された地域で、換地処分終了の翌日である2010年（平成22年）12月23日に花室の一部から新設された。地域内は、北部が第1種低層地域である｢沿道開発地区A｣、南端部が第二種住宅地域である｢沿道開発地区B｣、中央部と北西端が第一種低層住居専用地域である｢低層住宅地区｣となっており、地域内は戸建住宅を中心とした住宅街となっている。総面積は11.8ha。
東は花室、西は吾妻、北は妻木、南は竹園と接している。

## 歴史
元は花室の一部であった。研究学園都市中心部に隣接していながら長らく開発が行われなかった地域であったが、花室西部土地区画整理事業により住宅街として整備された。

### 沿革
- 2010年（平成22年）12月23日 花室の一部より、花園を新設。

### 町名の変遷
| 実施後 | 実施年月日     | 実施前（各大字ともその一部） |
| ------ | -------------- | ---------------------------- |
| 花園   | 2010年12月23日 | 花室                         |

## 世帯数と人口
2017年（平成29年）8月1日現在の世帯数と人口は以下の通りである。
| 町丁 | 世帯数  | 人口    |
| ---- | ------- | ------- |
| 花園 | 422世帯 | 1,077人 |

## 小・中学校の学区
市立小・中学校に通う場合、学区は以下の通りとなる。
| 番地 | 小学校                     | 中学校                   |
| --- | -------------------------- | ------------------------ |
| 全域 | 竹園東小学校及び九重小学校 | 竹園東中学校及び桜中学校 |
| 備考 本来の学区は竹園東小学校、竹園東中学校の区域であるが、花園全域がつくば市の定める指定学校変更可能区域となっており、九重小学校、桜中学校を選択することが可能である。 |                            |                          |